# Обчислювальна потужність комп'ютера
Обчислювальна потужність комп'ютера (продуктивність комп'ютера) — це кількісна характеристика швидкості виконання певних операцій комп'ютером (обчислювальним пристроєм). Найчастіше обчислювальна потужність вимірюється в Флопс (кількості операцій з числа з рухомою комою в секунду), а також похідними від цієї величини. На даний момент прийнято зараховувати до суперкомп'ютерів системи з обчислювальною потужністю більше 10 терафлопс (10  12  або десять трильйонів флопс; для порівняння середньостатистичний сучасний персональний комп'ютер має продуктивність порядку 0.1 терафлопс). Найпотужніша з існуючих комп'ютерних систем — японський K computer — має швидкодію, що перевищує 10,5 петафлопс.

## Неоднозначність визначення
Існує кілька складнощів при визначенні обчислювальної потужності суперкомп'ютера. По-перше, слід мати на увазі, що продуктивність системи може сильно залежати від типу виконуваного завдання. Зокрема, негативно позначається на обчислювальній потужності необхідність частого обміну даними між складовими комп'ютерної системи, а також часте звернення до пам'яті. У зв'язку з цим виділяють пікову обчислювальну потужність — гіпотетично максимально можливу кількість операцій над числами з рухомою комою в секунду, що здатний зробити даний суперкомп'ютер.
Важливу роль грає також розрядність значень, що обробляються програмою (зазвичай мається на увазі формат чисел з рухомою комою). Так, наприклад, у графічних процесорів NVIDIA Tesla перших двох поколінь максимальна продуктивність в режимі одинарної точності (32 біт) становить близько 1 терафлопс, однак при проведенні обчислень з подвійною точністю (64 біт) вона в 10 разів нижче.

## Вимірювання продуктивності
Оцінка реальної обчислювальної потужності проводиться шляхом проходження спеціальних тестів (бенчмарків) — набору програм спеціально призначених для проведення обчислень і вимірювання часу їх виконання. Зазвичай оцінюється швидкість вирішення обчислювальною машиною великої системи лінійних алгебраїчних рівнянь, що обумовлюється, в першу чергу, хорошою масштабованістю цього завдання.
Найпопулярнішим тестом продуктивності є LINPACK benchmarks. Зокрема, HPL (альтернативна реалізація Linpack) використовується при складанні Список Топ 500 суперкомп'ютерів у світі.
Іншими популярними програмами для проведення тестування є NAMD (розв'язання задач молекулярної динаміки), HPCC (HPC Challenge benchmark), NAS Parallel Benchmarks.

## Найпотужніші суперкомп'ютери
Станом на червень 2011 року найпотужнішими суперкомп'ютерами є:
- JUGENE — розташовується в Німеччини в Дослідницькому центрі Юліх. Розроблений в рамках проекту Blue Gene компанією IBM.
- Kraken XT5 — розташовується в США в Університет Теннессі. Створено Cray Inc.
- Roadrunner — розташовується в США в Лос-Аламоській національный лабораторії. Перший суперкомп'ютер, пікова продуктивність якого перевищила рівень 1 петафлопс[7]. Створений компанією IBM. Особливістю є використання гібридної архітектури, в якій основна обчислювальна потужність забезпечується процесорами Cell.
- Jaguar — розташовується в США в національній лабораторії Ок-Ридж, заснований на серверних процесорах AMD Opteron. Створений компанією Cray Inc.
- Тяньхе-1А — перший китайський суперкомп'ютер петафлопсного класу[8] . Створено Національним університетом оборонних технологією Китаю. Особливістю архітектури є наявність графічних карт ATI Radeon HD 4870, порівняно недавно запропонованих для використання в надпродуктивних рішеннях.
- K computer — розташовується в Японії в Інституті фізико-хімічних досліджень RIKEN. Розроблено компанією Fujitsu.

Найвище місце, зайняте Росією — 12-е в листопаді 2009 року, з суперкомп'ютером Ломоносов. На листопад 2011 року після поновлення суперкомп'ютер Ломоносов займає 18-е місце.